# Berthe aux grands pieds (poème)

Berthe aux grands pieds est un poème épique en français composé au début du XIIIe siècle qui raconte de façon légendaire la vie de Berthe de Laon, la mère de Charlemagne.
La paternité est incertaine, mais le poème semble avoir été composé par le ménestrel français Adenet le Roi.

## Description
Le titre de la version originale, dont la datation imprécise et estimée à peu après 1272-1273, est De Berte aus grans piés. Le poème est constitué de 3486 alexandrins répartis sur 144 laisses.
Cette chanson appartient au « Cycle du Roi » et forme avec celles de Mainet et de Basin un ensemble relatif aux « Enfances de Charlemagne ».

## Histoire
Dans l'introduction (vers 1 à 167), l'auteur met le lecteur dans le contexte du combat de Pépin le Bref contre le lion et évoque l'accord pour un mariage avec Berthe de Hongrie.
Berthe voyage à Paris, se marie avec Pépin le Bref, puis a lieu la trahison de Margiste (vers 168 à 693). Berthe fuit dans la forêt du Mans, où elle vit plusieurs mésaventures (vers 694 à 1235).
Elle s'installe alors chez Simon et Constance (vers 1236 à 1444). Pendant ce temps le roi vit avec la fausse reine à Paris pendant plusieurs années, jusqu'à ce que France de Blanchefleur leur rende visite et se rende compte de la trahison. Elle est punie (vers 1445 à 2459).
Pépin, égaré dans la forêt du Mans lors d'une partie de chasse, rencontre Berthe et essaie d'abuser d'elle. Mais Berthe lui révèle son identité, et Pépin le Bref fait appeler Floire et Blanchefleur, qui confirment qu'il s'agit bien de leur fille (vers 2460 à 3290).
Ils rentrent triomphalement à Paris (vers 3291 à 3486).

## Versions ultérieures
- Berta de li gran pié (franco-italien)[3],[4]
- Histoire de la reine Berthe et du roy Pepin (mise en prose abrégée)[5]
- Berthe au grand pied, Conte lyrique pour petits et grands orteils (Chantefable - Livret: Étienne Mahieux (d'après Adenet le Roi), Musique: Mathilde Malenfant (d'après Adam de la Halle et "Aucassin et Nicolette"), Idée originale: Mathilde Malenfant et Léa Sarfati, Mise en scène: Jean-Michel Fournereau, Marionnettes : Damien Schoëvaërt, Costumes: Natacha Costechareire, Lumières: Gilles Fournereau.) (Réf. SACD : 963584) [6]